# Феретти, Стефано Онорато
Стефано Онорато Феретти (итал. Stefano Onorato Ferretti; Генуя, 1640 — Генуя, 1720) — дож Генуэзской республики.

## Биография
Родился в Генуе в 1640 году. Сын Бартоломео Феретти. Был крещен в соборе Сан-Лоренцо 9 февраля 1641 года.
В молодости предпочел военную карьеру и связал свою жизнь с военно-морским флотом, звании капитана участвовал в вооруженных конвоях вдоль берегов Туниса, Алжира и Триполи, обеспечивая безопасность генуэзских судов.
В 1683 году занялся гражданской службой и занял пост в магистрате чрезвычайных ситуаций, в 1700 году был назначен главой магистрата здравоохранения. В 1690 и в 1694 годах избирался сенатором Республики.
Был избран дожем 22 августа 1705 года, 138-м в истории Генуи, став одновременно королём Корсики. В период его правления в Генуе принимали герцога Виктора Амадея II Савойского.
Его мандат завершился 22 августа 1707 года,  после чего он продолжал занимать государственные должности в системе управления Республикой, в частности, главы магистрата войны в период войны за испанское наследство.  В возрасте 77 лет удалился от дел и уехал в поместье в Альбаро. Умер в Генуе в 1720 году и был похоронен в церкви Санта-Мария-делла-Паче, ныне утраченной.
Был женат на Лауре Феретти, от которой имел троих детей: двух дочерей (монахини монастыря Сан-Леонардо) и сына Бартоломео.